# Луј Мартен
Луј Мартен (фр. Louis Martin; 1875 — ?) је бивши француски пливач и ватерполиста, учесник на Летњим олимпијским играма 1900.
На ватерполо турниру на Олимпијским играма 1900. Мартен је био члан друге француске екипе Pupilles de Neptune de Lille . У четвртфиналу су победили Немачку са 3:2, а у полуфиналу изгубили од екипе Уједињеног Краљевства 10:1. Утакмица за треће место није играна, па су две француске екипе добиле бронзане медаље.
Луј Мартен је учествовао и у четири дисциплине слободног пливања. У дисциплинама 4.000 метара слободно у појединачној и 200 м. слободно у екипној конкуренцији освојио је бронзане медаље. У дисциплини 1.000 м слободно био је пети, а на 200 м. слободно у појединачној конкуренцији девето место.